# Michael Jann
Michael Jann (* 10. April 1960) ist ein deutscher Politiker (CDU). Er war von 2006 bis 2022 Oberbürgermeister von Mosbach.

## Leben
Jann stammt aus Mannheim. 1979 legte er die allgemeine Hochschulreife ab. Von 1979 bis 1982 leistete er Wehrdienst, anschließend wurde er Reserveoffizier im Sanitätsdienst. Er begann 1982 ein Studium der Rechtswissenschaft und legte 1989 das erste Staatsexamen ab. Das Rechtsreferendariat sowie das 2. Staatsexamen legte er von 1989 bis 1992 ab.

## Politik
Am 1. April 2001 wurde er Bürgermeister (Erster Beigeordneter) der Großen Kreisstadt Mosbach. Nachdem Oberbürgermeister Gerhard Lauth bei der Wahl 2006 nicht mehr antrat, wurde Jann im zweiten Wahlgang am 23. Juli 2006 zum Oberbürgermeister von Mosbach gewählt. Er trat sein Amt am 1. September 2006 an. Am 29. Juni 2014 wurde er mit 86,5 Prozent der Stimmen für eine zweite Amtszeit wiedergewählt, die Wahlbeteiligung lag bei 16,5 Prozent. Bei der Oberbürgermeisterwahl am 26. Juni 2022 unterlag er Julian Stipp (SPD), der 80 Prozent der Stimmen erhielt. Jann konnte lediglich 19,8 Prozent der Stimmen für sich gewinnen. Jann blieb bis Ende August 2022 im Amt.